# Palóci
Palóci (madžarsko Palócok, slovaško Palóci) so etnična skupina Madžarov, ki so se po prihodu v Panonsko nižino naselili v severni Madžarski od Matre do Bükka v sedanjih županijah Heves, Borsod-Abaúj-Zemplén, Gömör in Nógrád s skupnim imenom Palócföld ali Gömörországh. Njihova najpomembnejša mesta so Ipolyság, Rimaszombat, Tornalja,  Fülek, Eger, Miskolc in Gyöngyös. Delijo se na vzhodne in zahodne Palóce in govorijo pet narečij.

## Zgodovina
Palóci so prvič omenjeni v ruskih kronikah iz 9. stoletja kot Paloc – Kuni, ki so med madžarskim naseljevanjem karpatskega bazena ostali v okolici Kijeva. V madžarskih dokumentih iz 11. in 12. stoletja se omenjajo kot Kuni, katere so Rusi imenovali Polovci. Nekaj Palócov je živelo tudi na ozemlju Moldavije, vendar so se kasneje preselili na Madžarsko.
V  madžarskih dokumentih so prvič uradno omenjeni leta 1683. Glavni razlog za to je, da jih niso nikoli priznavali ali opredeljevali kot posebno etnično skupino, ampak so jih utapljali v madžarsko večino. Na Madžarskem jih je okrog 500.000, vendar se velika večina ima za etnične Madžare. 

### Barki
Barki (madžarsko Barkók) so domnevno edini preživeli potomci  Palócov, ki so prišli v Panonsko nižino v 9. stoletju.  Živijo v okolici Őzda, Rima-Hangonyja in Hódosa. Četudi so maloštevilčni, skrbno ohranjajo svoje izročilo. Njihovo ime v tej obliki je prvič omenjeno leta 1833.

## Kultura in običaji
Delijo se na vzhodne in zahodne Palóce. Razlike med njimi so opazne v različnih narodnih nošah, običajih in ljudskih plesih. Glavni vzrok za razlike je bil močan vpliv slovaške kulture na zahodne Palóce, zlasti v 17. in 18. stoletju.
Jezikovno so razdeljeni v sedem skupin, ki imajo različne govorne značilnosti.
Glavni vir njihovih dohodkov je bilo čebelarstvo, žganjekuha in kuhanje marmelad. Živina se je pasla  na pol divje. Za vleko in obdelavo zemlje so še v prvi polovici 20. stoletja uporabljali vole.
Pridelovali so predvsem žitarice in sadje. Veliko so dali na izročilo: sajenje in sejanje, obiranje, košnjo in žetev so opravljali samo ob točno določenih dneh. 
Velik vpliv nanje je imelo poganstvo, prinešeno iz azijskih step, ki je bilo polno duhov, čarovnic in vampirjev, katere so prilagodili krščanski veri.